# Ministerie van Ruimtelijke Ordening, Grond- en Bosbeheer
Het ministerie van Ruimtelijke Ordening, Grond- en Bosbeheer (afgekort tot RGB en ROGB) was een Surinaams ministerie dat verantwoordelijkheid draagt voor de ruimtelijke ordening. 
Het ministerie werd in 2020 opgeheven. De opvolgers in het toen aantredende kabinet-Santokhi waren het ministerie van Ruimtelijke Ordening en Milieu en het ministerie van Grondbeleid en Bosbeheer.

## Doelstellingen en organisatiestructuur
Doelstellingen van het ministerie zijn: 
- een deugdelijke ruimtelijke ordening, het een en ander in samenspraak met onder andere het Ministerie van Regionale Ontwikkeling, het Ministerie van Openbare Werken, het Ministerie van Planning en Ontwikkelingssamenwerking en het Ministerie van Natuurlijke Hulpbronnen;
- de topografie, de cartografie, de geodesie, het bodemonderzoek en de bodemkartering;
- de bodembestemming, waar nodig in interdepartementaal verband;
- een richtige gronduitgifte, het een en ander in samenwerking met de daarvoor in aanmerking komende ministeries, waar nodig in interdepatementaal verband;
- het kadaster en de openbare registers ten hypotheekkantoren;
- de controle op het rechtmatig en doelmatig gebruik van toegewezen gronden, waar nodig in interdepartementaal verband;
- de controle op de naleving van regels en voorschriften met betrekking tot de geodesie;
- de inventarisatie, exploratie, optimale exploitatie en het beheer van de hulpbron, de flora en fauna;
- een verantwoord natuurbeheer en natuurbescherming;
- controle op de naleving van regels en voorschriften met betrekking tot de productie van hout en houtproducten, de flora en fauna.[1]

## Afdelingen
- Ruimtelijke ordening
- Grondbeheer
- Bosbeheer
- Administratieve diensten

## Ministers
Lekhram Soerdjan volgde in 2019 Roline Samsoedien op als minister van ROGB. Met de vorming van het nieuwe kabinet in 2020 werd het ministerie opgedeeld en hield het als zodanig op te bestaan.